# Маркович Яків Миколайович
Я́ків Микола́йович Марко́вич (1872—1963) — доктор технічних наук, заслужений діяч науки і техніки УРСР.

## Життєпис
Народився в селі Біловежі Другі Конотопського повіту Чернігівської губернії.
1902 року запрошений на роботу в Київський політехнічний інститут на посаду штатного викладача з технічного креслення. Він закінчив механічне відділення у 1897 р. в «Харківському технологічному інституту», завдяки чому отримав звання інженера-технолога. Потім працював на підприємствах Харкова конструктором, оплатив за власні кошти і пройшов навчання в Німеччині, а саме: в Дортмундській вищій технічній школі.
Невдовзі йому доручили читати лекції та керувати дипломним проектуванням з курсу обробки металів тиском, що з 1913 року офіційно введений у навчальну програму. В 1913 році захистив та опублікував у Києві власну дисертацію на тему: «Розрахунок і теоретичне дослідження парового молота з автоматичним паророзподілом», завдяки чому отримав науковий ступінь ад'ютанта механічної технології з обробки металів тиском. В цій праці ним закладено найпершу наукову концепцію теорії ковальських машин ударної дії. Розглядав ковальські машини не лише як обладнання для виробництва, але й як машини в повному розумінні даного слова. Саме цей напрям в теорії ковальських машин став базою для наступних теоретичних робіт в області ковальсько-пресових машин ударної дії й інших типів.
Розроблену методику побудови індикаторних теоретичних діаграм для всіх можливих режимів роботи 1-го молота було використано у наступній його фундаментальній роботі: «Дослідження пневматичного приводного молота типу Беше і Грос», яка була видана в 1932 р. Саме цю роботу можна вважати видатною працею з ковальських приводних молотів, найпершою у науково-технічній світовій літературі. Саме тому, можна вважати, що заснування Наукової школи Процеси та машини обробки матеріалів тиском відбулося 1 вересня 1930 року.